# Jacqueline Gascuel
Pour les articles homonymes, voir Cart (homonymie) et Gascuel.
Jacqueline Gascuel, née Jacqueline Cart le 3 juin 1925 à Düsseldorf (Allemagne), et morte le 8 novembre 2017 au Kremlin-Bicêtre (Val-de-Marne), est une bibliothécaire française (conservateur des bibliothèques) et une figure marquante des bibliothèques et de la lecture publique.

## Biographie
Jacqueline Cart, épouse Gascuel, est née le 3 juin 1925 à Düsseldorf (Allemagne) et décédée au Kremlin-Bicêtre (Val-de-Marne) le 8 novembre 2017.
Elle est la fille d'Adrien Cart, professeur agrégé de lettres classiques et modernes auteur de "Grammaire latine" et de Germaine Cart, conservatrice au musée du Louvre et secrétaire de la rédaction de La revue des arts. Elle est aussi la petite fille de Théophile Cart (1855-1931)  professeur au lycée Henri IV et fervent défenseur de l'espéranto dont il est parfois qualifié de « deuxième père ».
En 1953, elle épouse Philippe Gascuel, syndicaliste et militant communiste avec lequel elle aura quatre fils.

## Carrière
Jacqueline Gascuel  entre dans la carrière de bibliothécaire à l’ENS (École Normale Supérieure) de Fontenay-aux-Roses, avant de prendre la direction de la bibliothèque municipale de Malakoff où elle développe la section enfantine.
En 1969, elle est nommée directrice du centre de formation des bibliothécaires de Massy qui prépare au Certificat d'aptitude au métier de bibliothécaire (C.A.F.B.) qui, avec ses quatre options : Lecture publique, jeunesse, musique et livres anciens, va former toute une génération de bibliothécaires de 1970 à 1982.
Sa fonction est associée à la conception et à la direction de la bibliothèque publique d’application de Massy inaugurée en 1971 par Olivier Guichard, ministre de l'Éducation nationale. Cette nouvelle bibliothèque sert alors d’exemple pour les bibliothèques de lecture publique qui se construisent et se développent sur le territoire français. Elle y reçoit des responsables territoriaux et des architectes.
Elle prend par la suite, la direction de la bibliothèque centrale de prêt des Yvelines, où elle anime une politique de développement des bibliobus et d’appui aux petites bibliothèques de prêt. Elle prend sa retraite en 1989, non sans continuer son activité professionnelle notamment comme directrice de la collection Bibliothèques aux éditions du Cercle de la librairie jusqu'en 1991.
Elle a notamment publié en 1984 Un Espace pour le livre : guide à l'intention de tous ceux qui créent, aménagent ou rénovent une bibliothèque.

## Engagement associatif
La carrière de Jacqueline Gascuel s'accompagne d'un intense engagement associatif. D'abord présidente du groupe Ile-de-France (section Bibliothèques publiques) de I’ABF dont elle  devient présidente de cette association en 1985. Elle y favorise et développe les échanges internationaux (1989, congrès de l’Ifla à Paris) en portant une attention toute particulières aux pays émergents ou d’Afrique. Elle joue notamment un rôle actif dans le Centre Régional de Formation de Bibliothécaires de Yaoundé.
A  l'issue de son mandat, elle assure la direction du Bulletin de l’Association.Retraitée, et milite en faveur du développement des bibliothèques en Afrique. Elle organise notamment l’acheminement de convois de matériel sanitaire, de livres et documentation pour la formation en Afrique de l’Ouest et Afrique Centrale avec l'association UNISAHEL,. Membre de l’association Afaspa, elle rédige régulièrement des notes de lecture et des articles pour le journal « Aujourd’hui l’Afrique » où elle exprime son analyse de la situation dans certains pays africains en s’appuyant sur ses voyages, son réseau local et sa capacité à la recherche documentaire.

## Publications

### Ouvrages
- Les Périodiques. Guide à l’intention des bibliothèques publiques, avec Annie Béthery et al., Cercle de la librairie, 1978 (plusieurs rééditions ensuite)
- Revues et magazines. Guide des périodiques à l’intention des bibliothèques publiques, avec Annie Bethery et al. Cercle de la librairie, 1997 (Collection Bibliothèques) (plusieurs rééditions ensuite)
- Un espace pour le livre. Guide à l’intention de tous ceux qui construisent, aménagent ou rénovent une bibliothèque, Cercle de la librairie, 1984 et 1993 (Collection Bibliothèques). Plusieurs traductions étrangères : 
  - (version russe). Le livre de Jaklin Gaskiouel (transcription oblige...) a été édité en 1995 à 5000 exemplaires par le très actif secteur éditorial de la bibliothèque de Littérature étrangère à Moscou (VGBIL) que sont les éditions Roudomino, du nom de la fondatrice de cette prestigieuse bibliothèque dans les années vingt [...] , traduction scrupuleuse de M.-A. Rounova [...]. Cette publication a eu le soutien du ministère des Affaires étrangères et du secteur culturel de l'ambassade de France à Moscou [...]. [Extraits note de lecture d’Odile Belkeddar, BM de Pantin, in Bulletin d’information de l’ABF, n° 171,1996 p.99.]
  - (version portugaise). Um Espaço para o livro. Como criar, animar ou renovar uma Biblioteca. Estante Dom Quixote, 1987
- Votre bâtiment de A à Z, avec Anne-Marie Chaintreau, Cercle de la librairie, 2000, (Collection Bibliothèques).
- Le métier de bibliothécaire, Cercle de la librairie : ouvrage collectif sous la responsabilité éditoriale de l’ABF.[ De 1966 à 1977, intitulé “Cours élémentaire de formation professionnelle”], sous ce titre depuis 1979. Souvent réédité. (rechercher quelles ont été les participations de Jacqueline Gascuel à plusieurs de ces éditions). o Dans la 9e édition, 1992, (coordination Jacqueline Gascuel), Livres et bibliothèques p. 15-36 ; Gestion et administration p. 269-289 ; Construction et aménagement des bibliothèques chapitre VI p. 335-361.
- “Les bâtiments” in Histoire des bibliothèques françaises. Les bibliothèques au XXe siècle 1914-1990, Promodis. Éditions du Cercle de la Librairie, 1992. pp. 446-471.
- Article “ABF” In Dictionnaire encyclopédique du livre, Éditions du Cercle de la Librairie, 2002. Tome 1, p.7-8.